# The Ghost of Granleigh
The Ghost of Granleigh è un cortometraggio muto del 1913 diretto da J. Searle Dawley.

## Produzione
Il film fu prodotto dalla Edison Company.

## Distribuzione
Distribuito dalla General Film Company, il film - un cortometraggio in una bobina - uscì nelle sale cinematografiche statunitensi il 30 agosto 1913.